# Comuna de Mirzec
Mirzec (polaco: Gmina Mirzec) é uma gminy (comuna) na Polónia, na voivodia de Santa Cruz e no condado de Starachowicki. A sede do condado é a cidade de Mirzec.
De acordo com os censos de 2004, a comuna tem 8430 habitantes, com uma densidade 76 hab/km².

## Área
Estende-se por uma área de 110,98 km², incluindo:
- área agricola: 53%
- área florestal: 42%

## Demografia
Dados de 30 de Junho 2004:
|                      | Total   | Total | Mulheres | Mulheres | Homens  | Homens |
| -------------------- | ------- | ----- | -------- | -------- | ------- | ------ |
|                      | pessoas | %     | pessoas  | %        | pessoas | %      |
| População            | 8430    | 100   | 4229     | 50,2     | 4201    | 49,8   |
| Densidade (pop./km²) | 76      | 100   | 38,1     | 38,1     | 37,9    | 37,9   |

De acordo com dados de 2005, o rendimento médio per capita ascendia a 1577,02 zł.

## Subdivisões
- Gadka, Jagodne, Małyszyn, Mirzec I, II, Osiny, Ostrożanka, Trębowiec, Tychów Nowy, Tychów Stary.

## Comunas vizinhas
- Brody, Iłża, Mirów, Skarżysko Kościelne, Wąchock, Wierzbica